# Орнатский, Николай Васильевич
Никола́й Васи́льевич Орна́тский (17 (29) июля 1895, Архангельск — 10 октября 1964, Москва) — советский учёный-дорожник, геолог, доктор технических наук (1946), профессор кафедры почвоведения МГУ (1931—1964), профессор кафедры грунтоведения и инженерной геологии геологического факультета МГУ (1938—1964), профессор МАДИ (1931—1952), организатор лаборатории по механике грунтов на геологическом факультете МГУ.

## Биография
Родился 17(29) июля 1895 года в городе Архангельск, Российская империя.
В 1918 году окончил инженерный факультет Киевского политехнического института, получив диплом «инженера-строителя».
В 1930 году экстерном окончил автодорожный факультет Московского института инженеров транспорта (МИИТ) по специальности «инженер путей сообщения».
В 1929 года начал преподавательскую деятельность в Московском автомобильно-дорожном институте (МАДИ). В 1931 году избран профессором этого института. Заведовал кафедрой строительства и эксплуатации дорог, был заместителем директора института по научной работе.
В 1931 году начал работать по совместительству на геологическом факультете Московского государственного университета. В 1934 году избран профессором.
Одновременно с работой в вузах Москвы был призван на действительную военную службу в Красную армию, где с 1934 по 1939 год готовил военных специалистов-дорожников в Военно-инженерной академии РККА.
С началом Великой Отечественной войны с июля 1941 года служил начальником дорожного отделения 34-й Армии, затем назначен начальником 2 отдела Главного управления автотранспортной и дорожной службы Северо-Западного фронта. В 1943 году переведён на службу в Главное дорожное управление Красной армии. Инженер-подполковник. Награждён двумя орденами Красной Звезды.
В 1946 году защитил докторскую диссертацию. В 1951 году приступил к работе в МГУ уже на постоянной основе, преподавал на кафедре грунтоведения до конца своих дней.
Написал учебный курс «Механика грунтов». Участвовал в проектировании комплекса зданий МГУ на Ленинских горах.
Умер 10 октября 1964 года в Москве, похоронен на Ваганьковском кладбище.

## Семья
- Супруга — Елена Васильевна Пузенкина
- Дочь — Наталия Николаевна Комиссарова[6]

## Награды и звания
- Орден Красной Звезды (дважды)
- Инженер-подполковник
- доктор технических наук (1946)
- профессор